# Hakim Bale Bujang
Hakim Bale Bujang is een bestuurslaag in het regentschap Aceh Tengah van de provincie Atjeh, Indonesië. Hakim Bale Bujang telt 1872 inwoners (volkstelling 2010).